# 컬러 (드라마)
《컬러》는 1996년 5월 1일부터 1996년 6월 20일까지 방영된 KBS 2TV 수목 미니시리즈이다. 국내 최초로 색채 감각과 드라마를 접목시킨 아트 드라마를 표방하였으며, 여덟 가지 색깔을 주제를 달리하여 각 2회씩 옴니버스 형식으로 하였다. 화이트는 순수, 그린은 희망, 옐로는 질투, 레드는 집착, 블루는 허무, 회색은 추억, 브라운은 슬픔, 보라는 환상으로 표현된 사랑 이야기를 담았다.
이 드라마는 이제까지의 드라마와 달리 유명 화가 등 전문인력이 동원되고, 카메라 필터, 특수기재, 조명필터, 특수 조명 등 갖가지 장비가 사용되어 신선함을 주었으며, 옴니버스 드라마의 한계를 드러냈지만, 시청률과 유행에 얽매이지 않고 영상시대를 개척해가는 연출자의 시도가 좋은 평을 받았다.

## 제1화 화이트

### 개요
- 방영일 : 1996년 5월 1일 ~ 1996년 5월 2일
- 부제 : 〈화이트로 그린 슬픔〉
- 극본 : 홍영희
- 연출 : 윤석호
- 줄거리 : 세상을 떠난 약혼녀를 기리는 한 남자의 애절한 사랑 이야기

### 등장 인물
- 이창훈 : 이승우 역
- 김희선 (1인 2역) : 이혜진/송은영 역 (당시 20세)
- 서학 : 승우 매형 역
- 이미영 : 승우 누나 역
- 손종범 : 승우 직장후배 역
- 김현균 : 은영 친구 역
- 하다솜 : 은영 친구 역
- 양재원 : 승우 친구, 방송국 PD 역
- 박유승 : 방송국 PD 역
- 이재연 : 은영네 학교 연극반 감독 역

## 제2화 레드

### 개요
- 방영일 : 1996년 5월 8일 ~ 1996년 5월 9일
- 부제 : 〈사랑 적색주의보〉
- 극본 : 홍영희
- 연출 : 윤석호
- 줄거리 : 압구정동이 주무대인 광적인 사랑 이야기

### 등장 인물
- 이지은 : 이화경 역
- 전기현 : 김민수 역
- 윤다훈 : 이대경 역
- 강민경 : 혜영 역
- 신소민
- 김하균 : 방송국 PD 역
- 강신조 : 방송국 PD 역
- 이영재 : 최기자 역
- 이주실 : 산부인과 의사 역
- 김원배 : 화경 주치의 역

## 제3화 회색

### 개요
- 방영일 : 1996년 5월 15일 ~ 1996년 5월 16일
- 부제 : 〈회색이 아름다운 이유〉
- 극본 : 홍영희
- 연출 : 윤석호
- 줄거리 : 사소한 오해로 헤어진 연인이 오랜 시간이 흐른 후 우연히 만나면서 아직도 가슴 한구석에 서로에 대한 사랑을 간직한 것을 확인하는 중년들의 이야기[3]

### 등장 인물
- 김영애 : 김수혜 역
- 정동환 : 강서훈 역
- 전무송 : 수혜 남편 역
- 유혜리 : 서훈 전처 역
- 신동훈 : 서훈 친구 역
- 한정국 : 서훈 사무소 직원 역
- 허정규 : 청년 강서훈 역
- 김지남 : 청년 김수혜 역

## 제4화 옐로

### 개요
- 방영일 : 1996년 5월 22일 ~ 1996년 5월 23일
- 부제 : 〈레몬티의 유혹〉
- 극본 : 최호연
- 연출 : 윤석호
- 줄거리 : 같은 오피스텔에 사는 4명의 싱글 남녀들의 이야기

### 등장 인물
- 김찬우 : 이재수 역
- 오현경 : 주홍미 역
- 박현숙 : 성숙 역
- 이한위 : 정민규 역
- 양재성 : 편집장 역
- 김경응 : 홍미 직장동료 역
- 이원발 : 촬영감독 역
- 한범희 : 홍미 옛애인 역

## 제5화 보라

### 개요
- 방영일 : 1996년 5월 29일 ~ 1996년 5월 30일
- 부제 : 〈보랏빛 블라인드를 열면〉
- 극본 : 최호연
- 연출 : 윤석호
- 줄거리 : 같은 아파트에 사는 여자를 통해 진정한 사랑을 찾아가는 이야기

### 등장 인물
- 정성환 : 이형조 역
- 염정아 : 서인화 역
- 명로진
- 정혜정
- 맹호림 : 출판사 사장 역
- 장기용 : 디자이너 역
- 오성열
- 배도환
- 정의갑
- 유태술

## 제6화 갈색

### 개요
- 방영일 : 1996년 6월 5일 ~ 1996년 6월 6일
- 부제 : 〈커피향기는 바람에 날리고〉
- 극본 : 최호연
- 연출 : 윤석호
- 줄거리 : 유부남을 사랑하는 여자의 비극적 사랑 이야기

### 등장 인물
- 옥소리 : 영교 역
- 하재영 : 경민 역
- 금보라 : 지희 역
- 이종만
- 김하균
- 박현
- 남정희
- 윤예희
- 서갑숙

## 제7화 블루

### 개요
- 방영일 : 1996년 6월 12일 ~ 1996년 6월 13일
- 부제 : 〈재즈에 가까운 블루〉
- 극본 : 최호연
- 연출 : 윤석호
- 줄거리 : 유부녀를 사랑하는 허무적인 사랑 이야기

### 등장 인물
- 이성용 : 정준 역
- 지수원 : 한영인 역
- 김은정 : 유재연 역
- 이동신 : 유재호 역
- 신귀식
- 정재순
- 조재훈
- 강신조
- 한범희

## 제8화 그린

### 개요
- 방영일 : 1996년 6월 19일 ~ 1996년 6월 20일
- 부제 : 〈너의 뒤에 초록빛 햇살이〉
- 극본 : 최호연
- 연출 : 윤석호
- 줄거리 : 어린 시절 친구였던 두 남자와 한 여자의 사랑 이야기

### 등장 인물
- 홍경인 : 박준영 역
- 김지남 : 전희수 역
- 김현균 : 유민기 역
- 양재원 : 방송국 PD 역
- 윤지숙
- 이원희
- 신소미
- 곽정욱 : 유년 박준영 역
- 육동일 : 소년 박준영 역
- 박인나 : 소년 전희수 역

## 참고 사항
- KBS는 《컬러》 후속으로 《신고합니다》를 편성할 예정이었으나 사극 《조광조》후속 월화드라마로 기획된 《전설의 고향》의 원작자 임충 작가가 본인의 또다른 작품인 SBS 사극 《만강》과 같은 시간에 방영되는 것을 원하지 않자[4] 《신고합니다》와 《전설의 고향》 두 드라마의 편성을 서로 맞바꿨고, KBS 2TV의 미니시리즈 시간대는 《갈채》 이후 《컬러》 후속작인 《전설의 고향》까지 한동안 수목드라마 형식으로 진행됐다.